# Caja Rural-Seguros RGA/Saison 2022
Dieser Artikel listet die Mannschaft und die Siege des Radsportteams Caja Rural-Seguros RGA in der Saison 2022.

## Mannschaft
| Teamkader 2022          | Teamkader 2022    | Teamkader 2022         | Teamkader 2022                        |
| Name                    | Geburtsdatum      | Land                   | Vorheriges Team                       |
| ----------------------- | ----------------- | ---------------------- | ------------------------------------- |
| Julen Amezqueta         | 12. August 1993   | Spanien                | Wilier Triestina-Selle Italia (2017)  |
| Orluis Aular            | 5. November 1996  | Venezuela              | Matrix Powertag (2019)                |
| Aritz Bagües            | 19. August 1989   | Spanien                | Euskadi Basque Country-Murias (2019)  |
| Jon Barrenetxea         | 20. April 2000    | Spanien                | Baqué Ideus BH (2020)                 |
| Juan Fernando Calle     | 18. Juli 1999     | Kolumbien              |                                       |
| Jefferson Cepeda        | 3. März 1996      | Ecuador                | Team Ecuador (2018)                   |
| Álvaro Cuadros          | 12. April 1995    | Spanien                |                                       |
| Josu Etxeberria         | 9. September 2000 | Spanien                | Caja Rural-Seguros RGA amateur (2020) |
| Jhojan García           | 10. Januar 1998   | Kolumbien              | Medellín (2019)                       |
| David González López    | 21. Februar 1996  | Spanien                |                                       |
| Calum Johnston          | 11. Januar 1998   | Vereinigtes Königreich | Caja Rural-Seguros RGA amateur (2021) |
| Jonathan Lastra         | 3. Juni 1993      | Spanien                | Caja Rural-Seguros RGA amateur (2015) |
| Iúri Leitão             | 3. Juli 1998      | Portugal               | Tavfer-Measindot-Mortágua (2021)      |
| Sergio Martín           | 13. Dezember 1996 | Spanien                |                                       |
| Jokin Murguialday       | 19. März 2000     | Spanien                |                                       |
| Joel Nicolau            | 23. Dezember 1997 | Spanien                |                                       |
| Mikel Nieve             | 26. Mai 1984      | Spanien                | BikeExchange (2021)                   |
| Yesid Pira              | 28. Juni 1999     | Kolumbien              | Liro-Alcaldía de La Vega (2021)       |
| Eduard Prades           | 9. August 1987    | Spanien                | Delko (2021)                          |
| Michal Schlegel         | 31. Mai 1995      | Tschechien             | Elkov-Kasper (2021)                   |
| Fernando Barceló        | 6. Januar 1996    | Spanien                | Cofidis (2021)                        |
|                         |                   |                        |                                       |
| Quelle: ProCyclingStats |                   |                        |                                       |

## Siege
| Siege    | Siege                                                       | Siege        | Siege  | Siege           | Siege |
| Datum    | Rennen                                                      | Staat        | Klasse | Sieger          |       |
| -------- | ----------------------------------------------------------- | ------------ | ------ | --------------- | ----- |
| 13. Mär. | Classica da Arrábida                                        | Portugal     | 1.2    | Orluis Aular    |       |
| 20. Mär. | Volta ao Alentejo, Gesamtwertung                            | Portugal     | 2.2    | Orluis Aular    |       |
| 3. Jun.  | Ronde de l’Oise, 2. Etappe                                  | Frankreich   | 2.2    | Iúri Leitão     |       |
| 9. Jun.  | Venezolanische Meisterschaften, Einzelzeitfahren der Männer | Venezuela    | CN     | Orluis Aular    |       |
| 11. Jun. | Venezolanische Meisterschaften, Straßenrennen der Männer    | Venezuela    | CN     | Orluis Aular    |       |
| 1. Jul.  | Grande Prémio Internacional de Torres Vedras, 1. Etappe     | Portugal     | 2.2    | Jonathan Lastra |       |
| 6. Mai   | Griechenland-Rundfahrt, Gesamtwertung                       | Griechenland | 2.1    | Iúri Leitão     |       |